# Крашичи
Крашичи е град в Которския залив, община Тиват, Черна гора.

## История
Създаден е като малко селище на рибари, наричани Францисковичи по името на сръбския род Францискович. След време започнали да ги наричат Крашичи. Търгуват в Поморавието (Ниш, Враня).
Местните жители са православни и католически християни.
По времето на Югославия се развива като туристическа дестинация, каквато остава и до днес.